# XIV. Panzerkorps
Il Generalkommando XIV. Armeekorps è stata una grande unità dell'Esercito tedesco durante la seconda guerra mondiale, costituito a Magdeburgo il 1º aprile 1938 come XIV. Armeekorps (mot.), ridenominato come Gruppe von Wietersheim nel giugno 1942 e ribattezzato XIV. Panzerkorps dal 21 giugno 1942. Dopo aver partecipato alla campagna di Russia nel 1941 e distrutta a Stalingrado nel gennaio 1943, venne successivamente riorganizzata e impiegata sul fronte italiano fino alla fine del conflitto.

## Storia

### Operazione Husky
Il XIV. Panzerkorps venne riorganizzato il 5 marzo 1943 al comando del General der Panzertruppe Hans-Valentin Hube nella regione di Dnepropetrovsk e Zaporož'e, e in aprile venne trasferito nella Francia occupata alle dipendenze del Gruppo d'armate D in vista di un suo possibile impiego contro le potenze anglo-sassoni.
Nel quadro del programma di rafforzamento della Wehrmacht nel teatro bellico mediterraneo dove la situazione dell'Asse era divenuta critica dopo la fine della campagna di Tunisia, il 19 maggio 1943 il XIV. Panzerkorps al comando del Generaloberst Hans-Valentin Hube venne trasferito in Italia, dove venne schierato inizialmente in Calabria.
Il 10 luglio 1943 gli anglo-americani diedero inizio all'sbarco in Sicilia, difesa dalla 6ª Armata italiana del generale Alfredo Guzzoni integrata dalla 1. Fallschirmjäger-Division tedesca e da due divisioni tedesche formate in parte con reparti destinati originariamente alla campagna di Tunisia e ancora in fase di riorganizzazione, la Fallschirm-Panzer-Division 1 "Hermann Göring" del Generalleutnant Paul Conrath e la 15. Panzergrenadier-Division comandata del Generalleutnant Eberhard Rodt, per un totale di circa 30 000 soldati. La 15. Panzergrenadier-Division venne costituita il 15 luglio 1943 dal cambio di nome della Division "Sizilien", ex 15. Panzer-Division, andata distrutta per la maggior parte durante la campagna di Tunisia, mentre la Panzer-Division "Hermann Göring" che in Tunisia si era battuta tenacemente fino alla fine della campagna con ingenti perdite, venne rinforzata e riorganizzata nella nuova divisione corazzata paracadutisti "Hermann Göring", equipaggiata con oltre 100 panzer; le due divisioni vennero trasferite in Sicilia per contribuire alla difesa dell'isola
Dopo lo sbarco in Sicilia del 10 luglio 1943 degli Alleati divenne essenziale per evitare un crollo rovinoso delle difese trasferire importanti rinforzi tedeschi nell'isola. Il XII e il XVI Corpo d'armata della 6ª Armata italiana nella zona orientale dell'isola contrastano tenacemente le operazioni di sbarco dal mare e dall'aria intraprese dalle truppe angloamericane e alle violente azioni che ebbero luogo sulla fascia costiera per respingere l'invasione, fecero seguito aspri combattimenti difensivi, alternati a contrattacchi, specie lungo le direttrici di penetrazione nel settore del XVI Corpo d'armata; la resistenza si mantenne sempre viva fino agli ultimi giorni di luglio e cruenti scontri vennero registrati lungo la costa in corrispondenza di Licata, Gela, Pachino, Siracusa e Agrigento e verso il centro dell'isola a Regalbuto e Centuripe.
Il 16 luglio 1943 Hans-Valentin Hube ricevette dal feldmaresciallo Albert Kesselring, comandante supremo tedesco del teatro meridionale, l'ordine di trasferire il Comando del suo XIV. Panzerkorps in Sicilia e assumere il comando in capo di tutte le forze tedesche impegnate nell'isola, in quel momento al comando del generale Fridolin von Senger und Etterlin; in quello stesso giorno Adolf Hitler ordinò il potenziamento delle difese antiaeree nella zona dello stretto di Messina e il 18 luglio autorizzò il trasferimento in Sicilia della 29. Panzergrenadier-Division. Hube quindi ebbe a disposizione per la difesa due divisioni panzergrenadier, una divisione corazzata e una divisione paracadutisti; inoltre egli venne anche nominato, su proposta del feldmaresciallo Erwin Rommel, responsabile generale di tutte le unità antiaeree presenti in Sicilia, nonostante l'opposizione di Hermann Göring che avrebbe preferito che l'incarico fosse assegnato al generale della Luftwaffe Rainer Stahel.
Il 2 agosto tutte le truppe dell'Asse passarono completamente sotto il comando del XIV. Panzerkorps.
Le truppe tedesche in Sicilia pur essendo in netta inferiorità numerica e di materiali nei confronti del corpo di spedizione alleato del generale Dwight Eisenhower che inoltre disponeva di una schiacciante superiorità aerea, condussero con notevole abilità la battaglia difensiva, riuscendo a stabilizzare temporaneamente la situazione e adottando abili tattiche difensive, prima fermarono la marcia dei britannici del generale Bernard Montgomery sulla linea dell'Etna, quindi estesero le loro posizioni verso nord arrestando anche la rapida avanzata delle truppe americane del generale George Patton sulla cosiddetta linea di San Fratello imperniata sui capisaldi di Troina e Santo Stefano.
Nonostante i successi, Hube divenne presto consapevole che la situazione delle sue truppe era rischiosa e che sarebbe stato impossibile resistere a lungo di fronte alle crescenti forze anglo-americane; vennero quindi predisposti, con l'accordo del feldmaresciallo Kesselring e dello stesso Hitler, piani dettagliati per organizzare un'evacuazione completa dalla Sicilia delle truppe tedesche. Hube non si fece sorprendere da alcune operazioni di sbarco sulla costa settentrionale siciliana effettuate dal nemico per minacciare le sue retrovie, contrastò duramente gli attacchi americani e diede inizio al suo piano per ritirare attraverso lo stretto di Messina le divisioni tedesche; il generale organizzò una serie di linee difensive sempre più arretrate per rallentare l'avanzata anglo-americana e dal 10 agosto 1943 diresse personalmente la cosiddetta "operazione Lehrgang", l'evacuazione della Sicilia. La manovra ebbe pieno successo entro il 17 agosto: le potenti difese antiaeree schierate nella zona dello stretto misero in difficoltà le aviazioni alleati e protessero le truppe tedesche che poterono ripiegare sistematicamente in Calabria insieme a gran parte delle armi pesanti e dei materiali; circa 40.000 soldati tedeschi con 51 carri armati, 9.789 veicoli e 163 cannoni riuscirono ad evacuare l'isola e a trasferirsi sul continente, vennero anche trasportati in Calabria 62.000 soldati italiani con 227 veicoli e 41 cannoni. Hans Hube, dopo aver controllato tutta l'operazione, passò a sua volta lo stretto sull'ultima imbarcazione tedesca.
Per la sua abile condotta delle operazioni in Sicilia, Hube non ricevette riconoscimenti dall'alto comando tedesco mentre l'Italia gli conferì la decorazione della Gran Croce dell'Ordine militare di Savoia.

### Campagna d'Italia
In seguito alla nomina del Generaloberst Hans-Valentin Hube alla guida della 1. Panzerarmee, il 22 ottobre 1943, il General der Panzertruppe Fridolin von Senger und Etterlin divenne il nuovo generale comandante del XIV. Panzerkorps, schierato davanti a Salerno e sul Sangro. Nel XIV. Panzerkorps vennero inquadrati la 29. Panzergrenadier-Division, la 90. Panzergrenadier-Division e la 20. Luftwaffen-Felddivision. Fridolin von Senger und Etterlin insieme al comando del XIV. Panzerkorps assunse allo stesso tempo anche quello dell'importante settore del fronte terrestre in Italia, quello occidentale, sul territorio corrispondente per estensione a quello assegnato alla 5ª Armata americana del generale Mark Clark che stava combattendo per risalire la penisola sul lato tirrenico.
Il XIV Panzerkorps venne impiegato nella difesa della Linea Reinhard attaccata da parte della 5ª armata statunitense a partire dal 5 novembre 1943, combattendo fino a dicembre inoltrato, quando la linea venne espugnata.
All'inizio di gennaio 1944, la 5ª Armata americana del generale Mark Clark aveva raggiunto la linea Gustav lungo il Garigliano dove incontrò una nuova resistenza. Compito del XIV. Panzerkorps era impedire agli Alleati di avanzare attraverso la Valle del Liri verso Roma. Il perno difensivo tedesco sulla linea Gustav, difesa dalla 10. Armee del Generaloberst Heinrich von Vietinghoff, nella quale era inquadrato il XIV. Panzerkorps, era rappresentato dall'abitato di Cassino, che controllava l'accesso alla valle del Liri, e dall'abbazia di Montecassino che sovrastava la valle permettendo ai difensori di controllare i movimenti delle truppe nemiche. La Valle del Liri era considerata l'unica via d'accesso agevole per le colonne di uomini e mezzi alleati in avanzata verso la capitale, e divenne quindi un caposaldo difeso tenacemente dai tedeschi.
Von Senger prese i dovuti accorgimenti che consentirono ai tedeschi di resistere durante il primo assalto alla linea Gustav nei mesi di gennaio e febbraio 1944 sistemando la linea di resistenza del settore di Atina che era quello più debole e collegando tra loro i capisaldi distanti per offrire maggiore possibilità di difesa e puntellando i settori critici del fronte con le esperte truppe provenienti dalla 90ª e dalla 29ª Divisione panzergrenadier appartenenti alla riserva strategica
Dopo lo sbarco di Anzio del 22 gennaio 1944 la 14. Armee, al comando del Generaloberst Eberhard von Mackensen, inizialmente responsabile della difesa dell'Italia settentrionale e centrale, trasferì il suo quartier generale nell'area di Roma assmendo il comando del settore attaccato.
Le truppe tedesche resistettero fino al 18 maggio 1944 sul fronte di Cassino e la vittoria apri alle forze alleate la strada di Roma, dove gli alleati fecero il loro ingresso il 4 giugno 1944
In seguito alla rottura del fronte nel maggio 1944 e all'occupazione di Roma le forze tedesche dovettero ritirarsi fino alla Linea Gotica attraverso la Toscana fino a Bologna. Dopo il crollo del fronte tedesco nei pressi di Bologna durante l'Offensiva della primavera 1945 sul fronte italiano il 21 aprile 1945, il XIV. Panzerkorps attraversò il Po e guidò la ritirata via Verona verso il Fronte alpino altoatesino, dove nel maggio 1945 avvenne la capitolazione agli americani.

## Comandanti
| Grado                    | Nome                             | Dal              | Fino al           |
| ------------------------ | -------------------------------- | ---------------- | ----------------- |
| General der Infanterie   | Gustav Anton von Wietersheim     | 1 aprile 1938    | 14 settembre 1942 |
| Generalleutnant          | Hans-Valentin Hube               | 10 aprile 1942   | 17 gennaio 1943   |
| Generalleutnant          | Helmuth Schlömer                 | 17 gennaio 1943  | 29 gennaio 1943   |
| Generaloberst            | Hans-Valentin Hube               | 5 marzo 1943     | 2 settembre 1943  |
| General der Panzertruppe | Hermann Balck                    | 2 settembre 1943 | 1 ottobre 1943    |
| Generaloberst            | Hans-Valentin Hube               | 1 ottobre 1943   | 22 ottobre 1943   |
| General der Panzertruppe | Fridolin von Senger und Etterlin | 22 ottobre 1943  | maggio 1945       |